# Fuerza Móvil Especial
La Fuerza Móvil Especial es una unidad paramilitar con su función principal para garantizar la seguridad interna y externa de la República de Mauricio. Como Mauricio no tiene ejército, la Fuerza Móvil Especial forma parte de la Fuerza de Policía de Mauricio, con su personal en rotación a largo plazo de la fuerza policial.

## Historia
La Fuerza Móvil Especial se formó tras la retirada de la guarnición británica en Mauricio en 1960. La tarea principal de la Fuerza Móvil Especial cuando se formó fue garantizar la seguridad interna del país. Tal como se formó, la Fuerza Móvil Especial estaba formado por miembros de la policía local y veteranos de Mauricio participantes de la Segunda Guerra Mundial.

## Organización
La Fuerza Móvil Especial se forma como un Batallón formado por aproximadamente 1,500 hombres liderados por un Comandante en Jefe. La mayoría de estos hombres forman cinco compañías de infantería motorizada. Además, hay dos escuadrones equipados con vehículos blindados y un escuadrón de ingeniería. Aunque la FME no es una unidad militar, está organizada en líneas militares, con entrenamiento basado en la doctrina militar básica. Algunos miembros de la FME se someten a entrenamiento de comando o entrenamiento "especializado", dependiendo de sus habilidades. Aunque la función principal de la FME es la seguridad interna y externa de la República de Mauricio, también se utiliza en otras funciones, como guardias de honor, operaciones de búsqueda y rescate, eliminación de bombas, limpieza de escombros y apertura de caminos después de ciclones y otras emergencias.

## Insignia y lema
La insignia de la FME se compone de una corona de hojas de roble coronada por el escudo nacional. Dentro de la corona están las letras S y F, con un relámpago entre ellas, para simbolizar las letras "SMF". Debajo de la corona hay un rollo con el nombre "Special Mobile Force Mauritius".
El primer lema de la FME fue "Lo difícil que hacemos inmediatamente". Lo imposible toma un poco más. Esto fue cambiado al lema actual "Lo haremos". Qué es.

## Cuartel general
El cuartel general de la Fuerza Móvil Especial se encuentra en Vacoas-Phoenix.

## Armamento

### Armas de fuego
| Nombre             | Imagen | Origen          | Tipo                                      | Fabricante                   |
| ------------------ | ------ | --------------- | ----------------------------------------- | ---------------------------- |
| Walther PP         |        | Alemania        | Pistola semiautomática                    | Carl Walther                 |
| FN P90             |        | Bélgica         | Subfusil Arma de defensa personal Bullpup | FN Herstal                   |
| Heckler & Koch MP5 |        | Alemania        | Subfusil                                  | Heckler & Koch               |
| CZ Scorpion Evo 3  |        | República Checa | Subfusil                                  | CZ Firearms                  |
| Fusil M16          |        | Estados Unidos  | Fusil de asalto                           | Colt's Manufacturing Company |
| SIG SG 540         |        | Suiza           | Fusil de asalto                           | SIG Group                    |
| Heckler & Koch G36 |        | Alemania        | Fusil de asalto                           | Heckler & Koch               |
| FN SCAR            |        | Bélgica         | Fusil de asalto Fusil de combate          | FN Herstal                   |
| FN FAL             |        | Bélgica         | Fusil de combate                          | FN Herstal                   |
| FN MAG             |        | Bélgica         | Ametralladora de propósito general        | FN Herstal                   |